# Petershausener Sakramentar

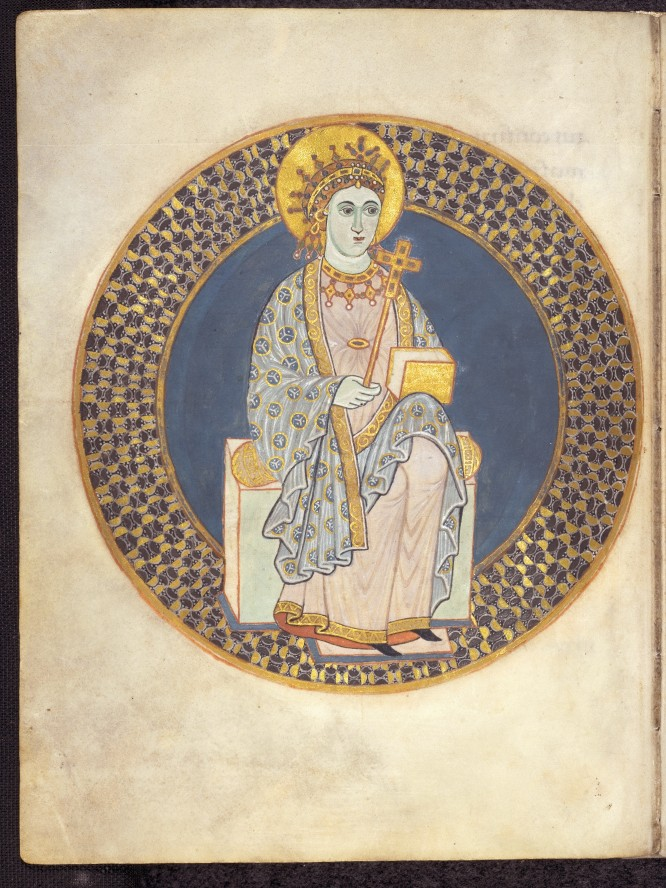
Thronende Ecclesia (Universitätsbibliothek Heidelberg, Cod. Sal. IXb, Fol. 40)

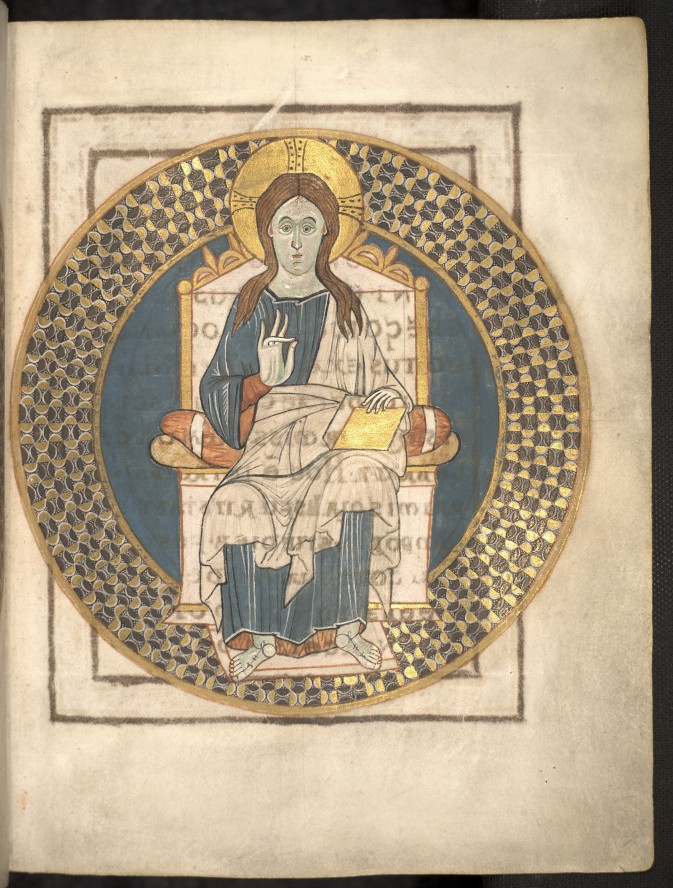
Thronender Christus (Universitätsbibliothek Heidelberg, Cod. Sal. IXb, Fol. 41^{r})

Das Petershausener Sakramentar (heute in der Universitätsbibliothek Heidelberg unter der Signatur Sal. IX b) wurde um 980 im Skriptorium der Reichenau für den Gebrauch in feierlichen Gottesdiensten hergestellt und wurde dort oder in einer von Reichenau abhängigen Kirche noch im 11. Jahrhundert benutzt. 

## Beschreibung
Die einspaltig auf Pergament geschriebene Handschrift im Format 24 × 18,5 cm besteht aus 266 Blättern. Sie enthält 152 Zierinitialen und im Liber sacramentorum de circulo anni (fol. 40v–172r) zwei ganzseitige gegenüberstehende Miniaturen in Medaillons und zwölf Zierseiten. Acht Zierseiten schließen sich unmittelbar an die Miniaturen an, für den Text auf Purpur oder blauem Untergrund werden Gold- oder Silbertinten benutzt. Zwei weitere Doppelseiten finden sich auf fol. 54v–55r sowie auf fol. 105v–106r zu Beginn des Messformulars für den Ostersonntag. Vor dem Hauptteil, der wesentlich dem Sacramentarium Hadrianum folgt, ist nach einem Kalender Reichenauer Provenienz eine jüngere Sammlung von 25 Formularen für Heiligenmessen und zwei Kreuzfeste, sechs Votivmessen sowie für die Salz- und Wasserweihe eingetragen, während die Zusätze nach dem Hauptteil vor allem auf das Supplementum des Benedikt von Aniane zurückgehen. Auf ein Benediktionale folgt am Ende des Codex das Exultet, das erst von der zweiten Seite an mit Neumen versehen ist. Als letzter Text stehen Orationen zum Fest der Enthauptung Johannes’ des Täufers.

## Einordnung
Das Bildprogramm der Miniaturen ist eng mit dem des Gero-Codex verwandt: Auch das Sakramentar dürfte ein Werk des Schreibers Anno sein, allerdings ein späteres als der Gero-Codex, da die Ornamentik der Initialen und Zierseiten schon den Übergang zur Ruodprecht-Gruppe der Reichenauer Schule erkennen lässt. Die Doppelseite mit einer Darstellung der thronenden Ecclesia und des thronenden Christus, die das eigentliche Sakramentar einleitet, hat wie die entsprechende Abbildung im Gero-Codex die Maiestas Domini des Lorscher Codex Aureus zum Vorbild, setzt aber das Motiv bereits stärker in den eigenen Reichenauer Stil um.

## Hintergründe
In das Kloster Petershausen ist die Handschrift wahrscheinlich erst nach dem Klosterbrand von 1159 gekommen, nachdem gefälschte Urkunden des Bischofs Gebhard II. von Konstanz für Petershausen aus den Jahren 983 und 1003 (!) eingetragen worden waren. Auf diese folgt die Abschrift eines Privilegs Eugens III. vom 13. Juli 1147, in Auxerre ausgestellt, mit Nachzeichnung des Benevalete. Daran anschließend findet sich eine Notiz über die Altarweihe im Jahre 1205 unter dem Petershausener Abt Eberhard mit umfangreicher Liste der dabei benutzten Reliquien. Hierunter ist eine Nachricht verzeichnet über die 1239 durchgeführte Umbettung der Gebeine des inzwischen als Heiligen verehrten Bischofs Gebhard in einen Silberschrein mit Goldschmuck, wobei noch weitere Reliquien hinzugefügt wurden, darunter solche der 11.000 Jungfrauen.
1826/27 erwarb die Heidelberger Bibliothek vom Hause Baden den Großteil der Salemer Bibliothek, mit der der Verkäufer auch das weniger umfangreiche Säkularisationsgut aus dem ihm 1802 ebenfalls zugefallenen Kloster Petershausen vereinigt hatte. Auf Blatt 7v des Sakramentars findet sich ein Stempel der Petershausener Bibliothek aus dem 18. Jahrhundert.

## Sonstiges
Ein moderner Katalog der liturgischen Handschriften aus Petershausen liegt noch nicht vor. Es stehen nur eine ältere Zusammenstellung der Handschriften von Ludwig Bethmann, der das Sakramentar noch als Werk des Petershausener Skriptoriums ansieht, und ein alphabetischer Bandkatalog zu den Salemer und Petershausener Handschriften aus der Zeit nach der Erwerbung im Handschriftenlesesaal der Bibliothek zur Verfügung.